# معالوت ترشيحا
معالوت ترشيحا (بالعبرية: מַעֲלוֹת-תַרשִׁיחָא) هي مدينة مختلطة تقع في المنطقة الشمالية في إسرائيل. على بعد بضعة كيلومترات من الحدود الشمالية بين إسرائيل ولبنان، و20 كيلومترًا شرق نهاريا، و20 كيلومترًا غرب صفد، و15 كيلومترًا شمال كرميئيل. وتقع المدينة في الجليل الأعلى.
تأسست معالوت ترشيحا في عام 1963 من خلال الاندماج البلدي بين بلدتي ترشيحا العربية ومعالوت اليهودية. وأصبحت معالوت ترشيحا مدينة في عام 1995. ورئيس البلدية الحالي هو أركادي بوميرانتس، منذ عام 2018. في عام 2015 بلغ عدد سكان المدينة حوالي 21,200 نسمة، وهي ذات أغلبية يهودية. وفي عام 2021م بلغ التعداد السكاني 22,315 نسمة وفق دائرة الاحصاء المركزية. تبلغ مساحتها نحو 9.22كم². ويبلغ متوسط ارتفاعها 521 متر فوق مستوى سطح البحر.

## خلفية تاريخية
في الحرب العربية - اليهودية عام 1948 دمرت معظم ترشيحا بقنابل من الطائرات والمدفعيات، وتم الاستلاء عليها. كان عدد سكانها في 8 نوفمبر 1948 641 نسمة. وفي 31 ديسمبر 1949 كان فيها 639 نسمة. وفي عام 1961 بلغوا 1,150 نسمة.

### معالوت
تأسست معالوت في عام 1957 بجوار قرية ترشيحا العربية. لتضم يهودًا مهاجرين من رومانيا وإيران ولبنان والمغرب. في 16 مايو 1963 تم دمجها إداريًا مع ترشيحا العربية تحت إدارة مجلس محلي واحد سمي معالوت ترشيحا. وفي 21 نوفمبر 1995 أصبحت معالوت ترشيحا مدينة رسميًا.

## السكان
حسب المكتب المركزي للإحصاء اعتبارًا من ديسمبر 2015، يعيش في معالوت ترشيحا نحو 21,227 نسمة. وينمو عدد السكان بمعدل سنوي قدره 6.6%. ووفقًا للمكتب المركزي للإحصاء في ديسمبر 2014، احتلت المدينة المرتبة 5 من أصل 10 في المستوى الاجتماعي والاقتصادي. كانت نسبة الطلاب الثانويون الذين نالوا شهادة البجروت في السنة التعليمية (2013-2014) 80.8%. وبلغ متوسط الراتب الشهري لليد العاملة في عام 2013 8,482 شيكل جديد (المعدل الوطني:8,247 شيكل جديد). وفي عام 2021م بلغت نسبة الطلاب الحاصلين على شهادة البجروت في المدينة 72.6%.
معالوت ترشيحا هي مدينة مختلطة تضم مجموعات عرقية ودينية مختلفة. حيث يشكل اليهود فيها نسبة 68.4%، والعرب المسيحيين 9.7%، والعرب المسلمين 9.6%، والدروز 0.3%. وفي عام 2021م بلغت نسبة السكان اليهود 77.7% والعرب 22.3%. كما يبلغ عدد الذكور من مجمل السكان 11,165 والإناث 11,150.
يوضح الرسم البياني التالي نمو عدد سكان المدينة على مر السنين:

## المعالم والثقافة

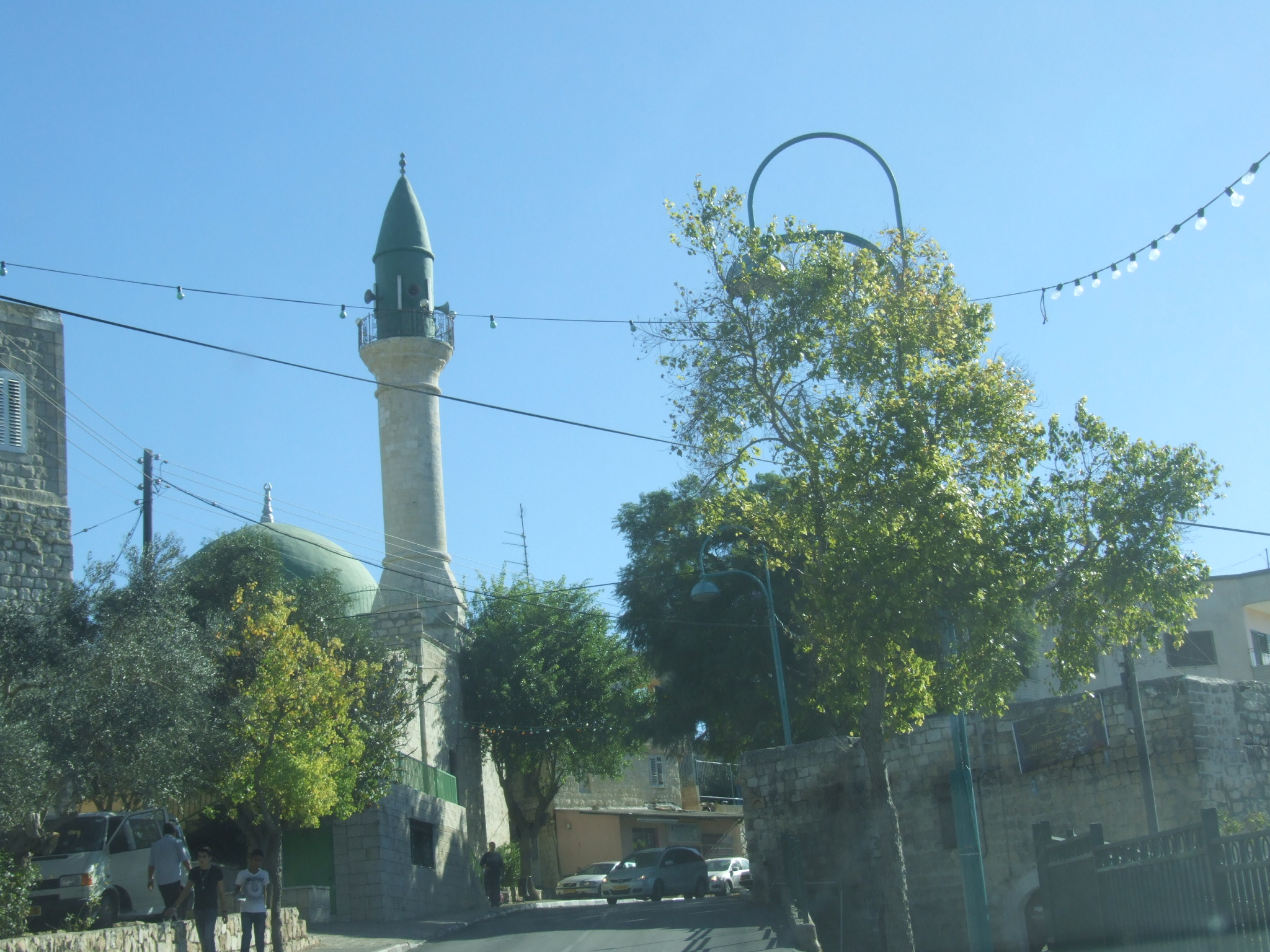
مسجد ترشيحا.

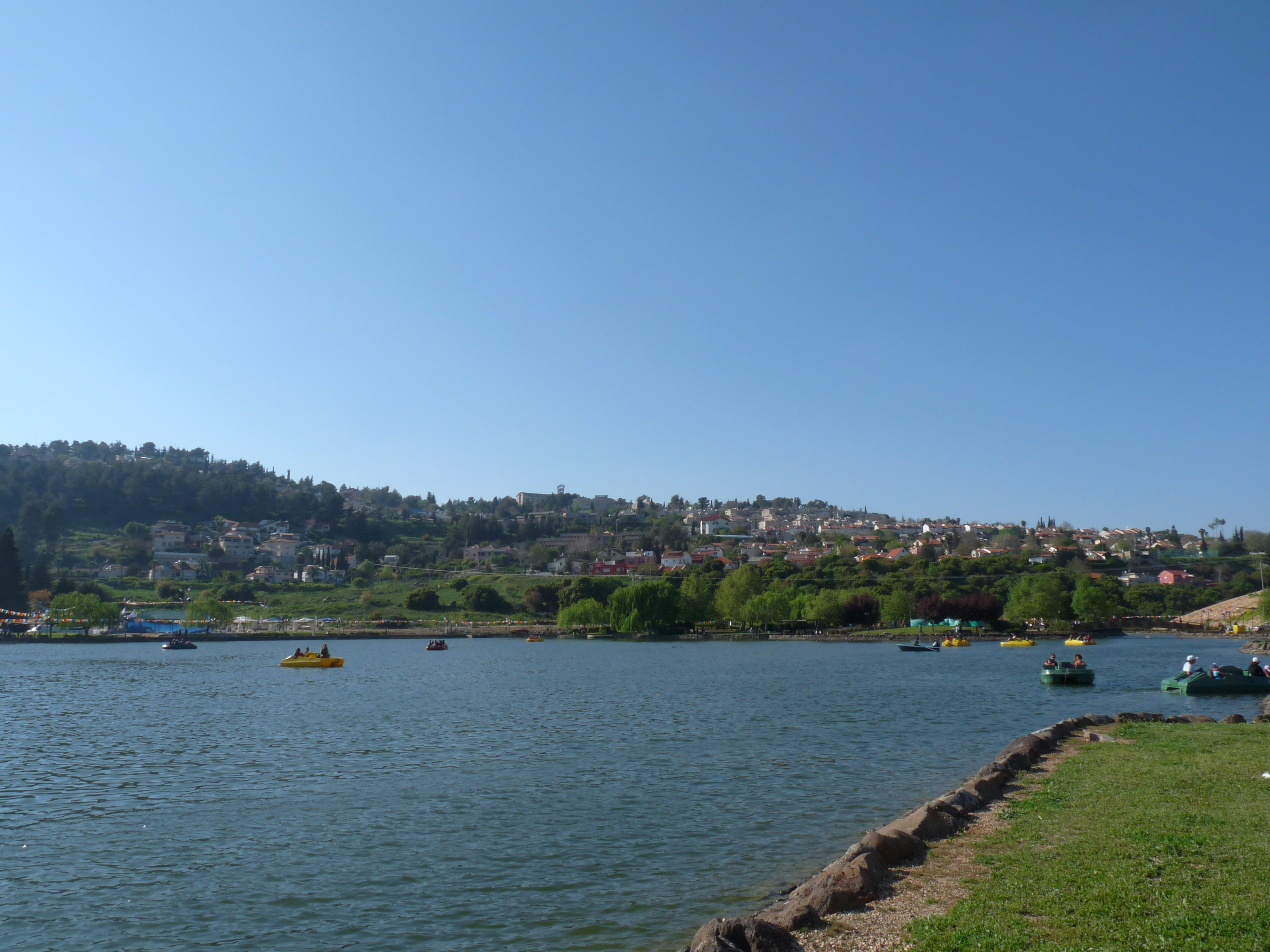
بحيرة مونفورت، وفي الخلفية تظهر معالوت.

ومن أهم معالم معالوت ترشيحا بحيرة مونفورت، وهي بحيرة اصطناعية تقع إلى الشرق من المدينة، حيث تعتبر ذات جذب سياحي محلي. كانت تعرف سابقًا باسم خزان هوسن. وتتميز البحيرة بوجودها على شعار البلدية.
في يناير 2008، استضافت معالوت ترشيحا بطولة الشطرنج الإسرائيلية. ومنذ عام 1991 يقام فيها سنويًا ندوة النحت الدولي «الحجر في الجليل»، حيث يستمر هذا الحدث لمدة 10 أيام في بحيرة مونفورت، حيث يجتمع فيه النحاتون من إسرائيل ومختلف دول العالم لإنشاء المنحوتات الحجرية.
في عام 2009، أنشأت مؤسسة دوكافيف غير الربحية مهرجان أفلام وثائقية سنوي في المدينة في محاولة لتحقيق «نشاط ثقافي عالي الجودة في المحيط الإسرائيلي».

## الإدارة

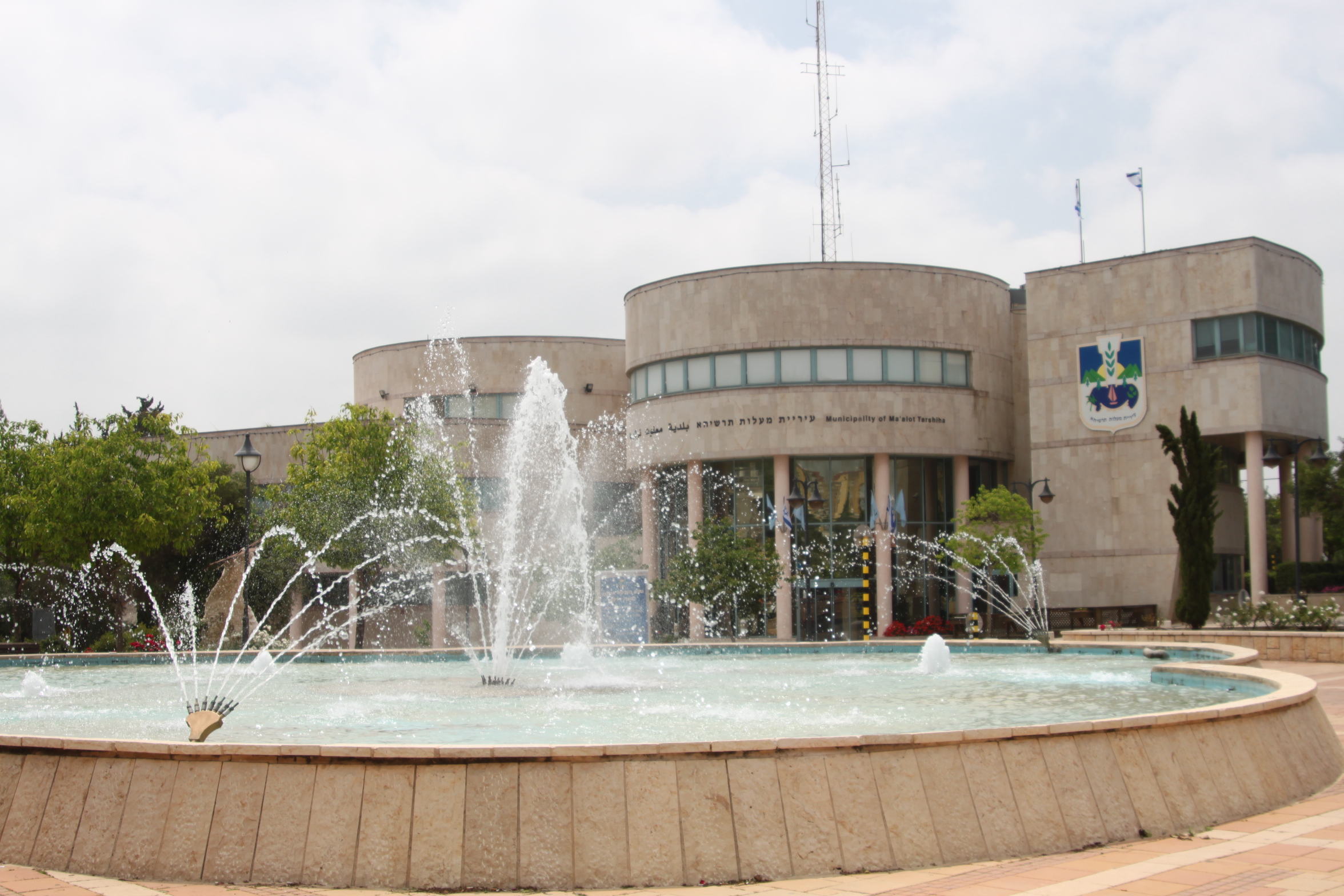
مبنى بلدية معالوت ترشيحا.

في 16 مايو 1963، تأسس المجلس المحلي معالوت ترشيحا من خلال دمج بلدتي معالوت وترشيحا تحت سلطة محلية واحدة. وفي 21 نوفمبر 1995، تأسست بلدية معالوت ترشيحا وأعلن عنها مدينة.

### الرؤساء
رئيس البلدية الحالي هو أركادي بوميرانتس منذ 4 ديسمبر 2018.
|    | الاسم            | الفترة         |
| -- | ---------------- | -------------- |
| 1. | تسيمح ششون       | 1963 - 1966    |
| 2. | إيلي بينيتا      | 1966 - 1969    |
| 3. | روبرت روبين      | 1969 - 1971    |
| 4. | إيلي بن يعقوب    | 1971 - 1976    |
| 5. | شلومو بوحبوت     | 1976 - 2018    |
| 6. | أركادي بوميرانتس | 2018 - الآن... |

### توأمة المدن
لدى معالوت ترشيحا عدة مدن شقيقة وهي:
| - بيروبيجان، روسيا - هاريسبرج، الولايات المتحدة - أستي، إيطاليا |